# MAN SE

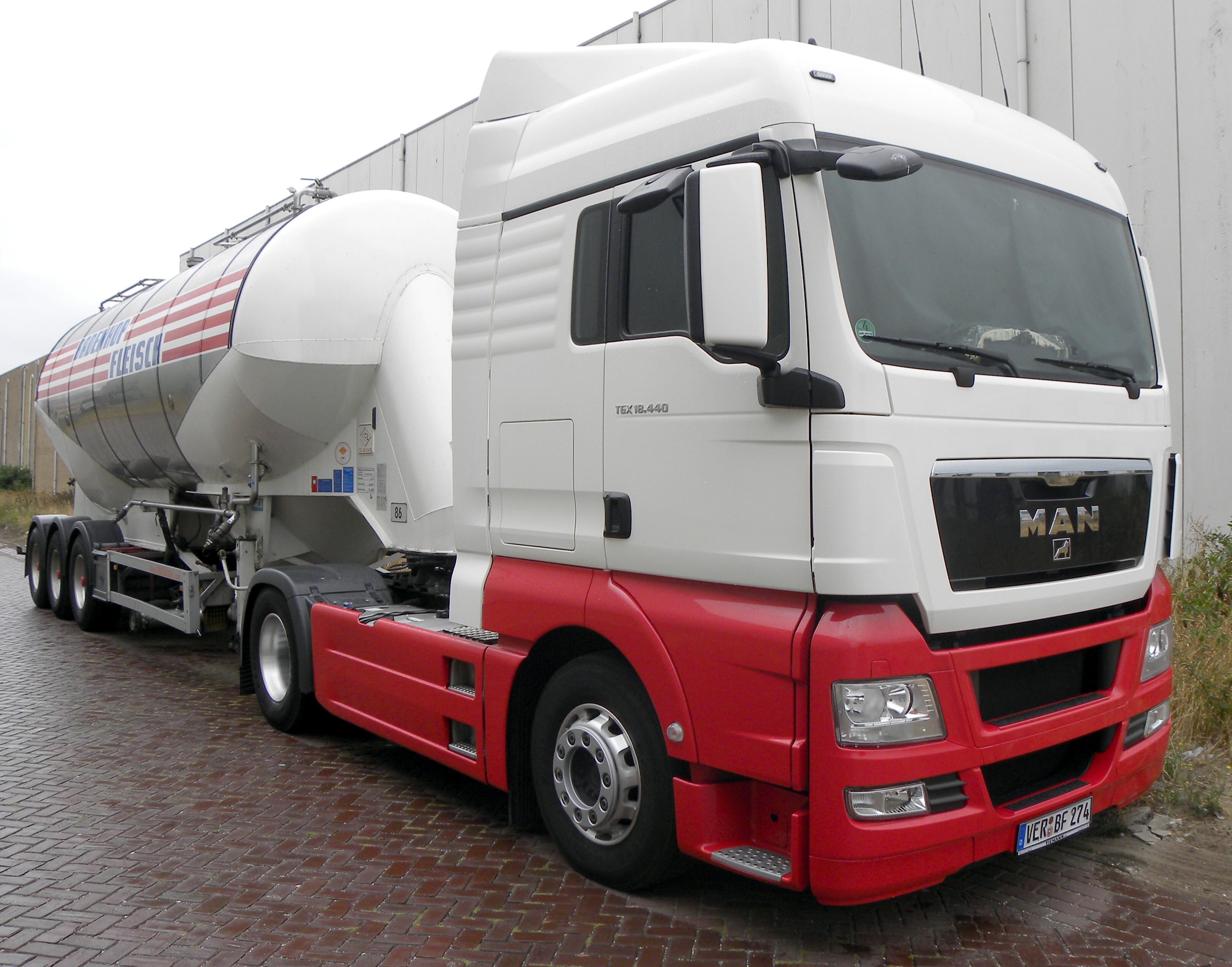
MAN-vrachtauto

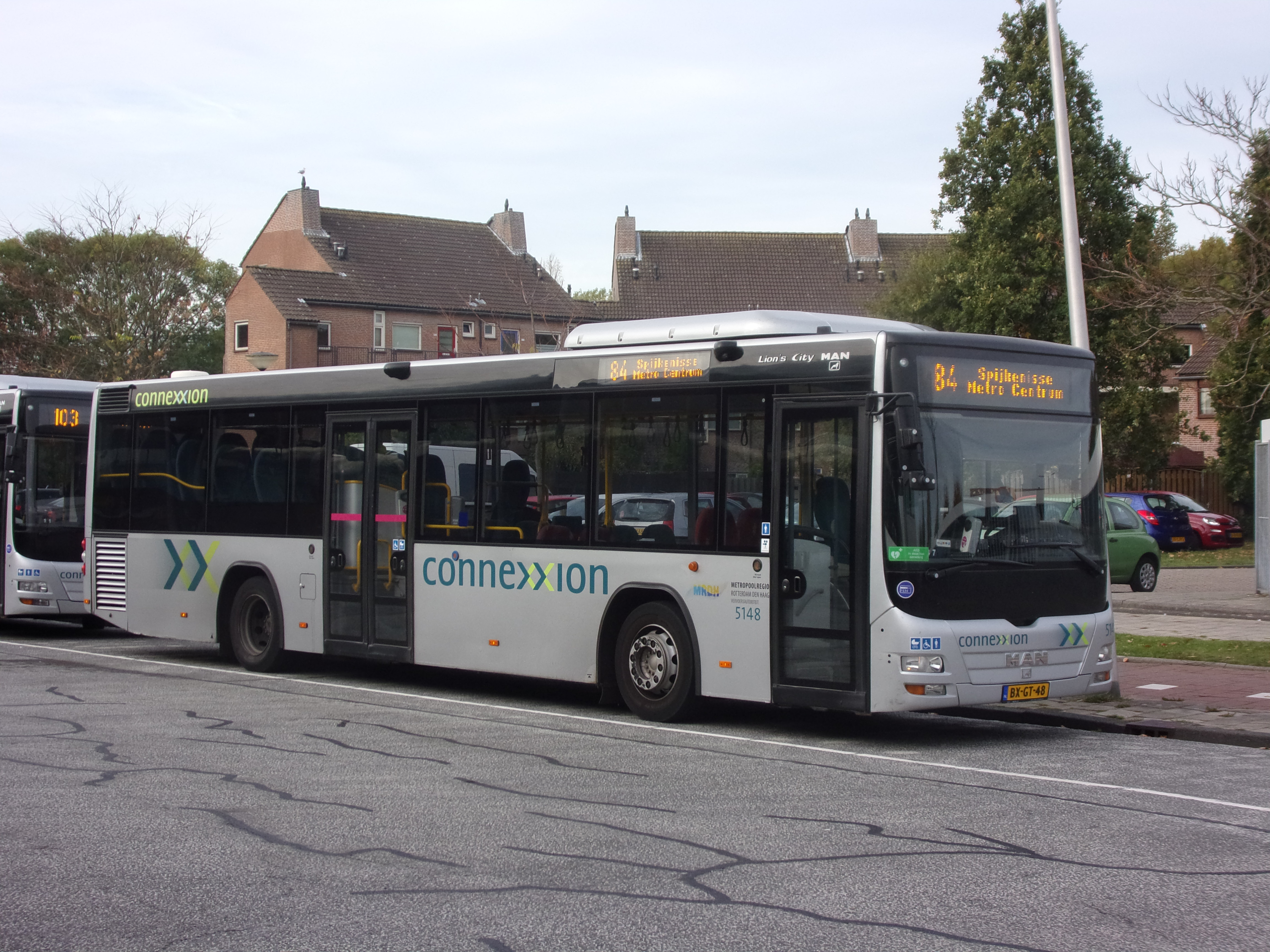
MAN Lion's City

MAN SE is een Duits conglomeraat van bedrijven dat zich bezighoudt met de fabricage van vrachtauto's, autobussen en dieselmotoren.

## Geschiedenis
In 1898 fuseerden de Maschinenbau-AG Nürnberg (opgericht in 1841) en de Maschinenfabrik Augsburg (opgericht in 1840) tot de Vereinigten Maschinenfabrik Augsburg und Maschinenbaugesellschaft Nürnberg A.G.. In 1908 werd de naam veranderd in Maschinenfabrik Augsburg-Nürnberg Aktiengesellschaft (M.A.N.).
Medio 1914 telde het bedrijf al 13.600 medewerkers en door de Eerste Wereldoorlog verdubbelde dit tot zo'n 24.500 per oktober 1918. De omzet verviervoudigde ook in deze periode mede door de productie van oorlogsmaterieel. De directie ging uit van een korte oorlog en zocht naar een alternatief product om de fabriek in Neurenberg actief te houden. De productie van scheepsmotoren was overgebracht naar een de vestiging in Augsburg en de keuze viel op vrachtwagens. Het bedrijf had zelf niet de kennis in huis en in 1915 werd met de Zwitserse vrachtwagenfabrikant Saurer Lastwagenwerke M.A.N.-Saurer opgericht. In Lindau kwam de eerste fabriek voor vrachtwagens. De eerste vrachtwagens hadden een laadvermogen van maximaal 5 ton en een benzinemotor met een vermogen van 37 pk. Al na een jaar verhuisde de productie van vrachtwagens naar de fabriek in Neurenberg. Aan het einde van de oorlog had MAN 656 vrachtwagens gebouwd.
In 1932 stond het bedrijf al goed bekend om de zware vrachtwagens die het produceerde. Voor en tijdens de Tweede Wereldoorlog maakte het bedrijf ook materieel voor de Duitse Wehrmacht. De fabrieken werden zwaar beschadigd door bombardementen en de buitenlandse activiteiten werden onteigend.
Vanaf de zeventiger jaren groeide het bedrijf ook door middel van overnames. In 1972 werd als eerste Büssing (Duitsland) overgenomen. In 2000 volgden NEOPLAN (bussen), ERF (Groot-Brittannië) en Star (Polen). MAN Nutzfahrzeuge Österreich AG werd in 2004 opgericht met als belangrijkste activiteiten de voormalige ÖAF en Steyr (Oostenrijk) activiteiten.
MAN had ook de drukmachinefabrikant MAN Roland Druckmaschinen AG in handen. In 2006 verkocht het 65% van de aandelen in dit bedrijf aan een samenwerkingsverband van private-equity-investeerders onder leiding van Allianz Capital Partners. MAN Roland was de op twee na grootste producent van drukmachines ter wereld. In 2011 ging MAN Roland failliet, het telde toen zo’n 6500 medewerkers. Het faillissement kwam niet als een grote verrassing, daar het 167 jaar oude bedrijf al jaren met verlies draaide.
Een paar maanden later, in september 2006, plaatste MAN een overnamebod op concurrent Scania van 9,6 miljard euro. Dit bod werd afgewezen door het Zweedse bedrijf. In oktober had MAN al 14% van de aandelen in handen en kwam met een hoger bod van meer dan 10 miljard euro. Scania reageerde door haar kwartaalcijfers eerder te publiceren, waaruit bleek dat het bedrijf recordomzet en winst draaide. Volkswagen AG nam een belang van 15,1% in MAN om de overname te ondersteunen. Deze overname door MAN is uiteindelijk niet doorgegaan, maar MAN heeft haar minderheidsbelang in Scania nooit verkocht. Volkswagen ging door met het opkopen van MAN aandelen. Op 4 juli 2011 was het belang gegroeid tot 56%, en per 31 maart 2014 had het zelfs zo’n 75% van de aandelen in handen. In 2014 heeft Volkswagen een succesvol bod uitgebracht op Scania en wil de vrachtwagenactiviteiten van de drie bedrijven combineren. In juni 2015 werd bekend dat 1800 banen verdwijnen bij MAN, waarvan circa 1400 op kantoor. Bij de productie afdelingen vallen de overige 400 arbeidsplaatsen weg. In mei kondigde Volkswagen de reorganisatie van zijn vrachtwagendochters MAN en Scania aan. De samenvoeging van de activiteiten moet onder meer leiden tot kostenbesparing en synergievoordelen.
In 2010 werd een fusie aangekondigd van de militaire wielvoertuigen activiteiten van Rheinmetall en MAN. De bundeling zal de exportkansen moeten vergroten. Duitsland is na de Verenigde Staten 's werelds grootste wapenexporteur. Rheinmetall en MAN hebben de activiteiten in twee fasen samengevoegd. In de eerste stap werden de ontwikkeling en verkoop gebundeld en in een tweede fase de fabrieken van Rheinmetall in Kassel en die van MAN in Wenen. De combinatie heeft een omzet van ruim 1 miljard euro. MAN wil zich volledig richten op de fabricage van vrachtwagens voor de commerciële markt en in de joint venture heeft MAN een minderheidsbelang van 49%. In 2019 verkocht MAN zijn aandelenbelang van 49% in Geschäftsbereich für taktische Radfahrzeuge der Rheinmetall MAN Military Vehicles GmbH (RMMV) aan Rheinmetall.
In juli 2016 kregen vijf Europese vrachtwagenbouwers een boete van 2,93 miljard euro. De Europese Commissie (EC) oordeelde dat de fabrikanten verboden prijsafspraken hebben gemaakt. MAN was hierbij ook betrokken, maar omdat het bedrijf vroegtijdig de EC informeerde kreeg het geen boete. Het onderzoek naar de vijf begon in januari 2011 en samen produceren ze 90% van alle middelgrote en zware vrachtwagens in Europa.

## Activiteiten
Het bedrijf heeft circa 40.000 werknemers en een omzet van bijna 13 miljard euro, waarvan 75% van buiten Duitsland komt. De hoofdzetel staat in de Beierse hoofdstad München. MAN en Scania werken intensief samen binnen TRATON Group. TRATON is een onderdeel van de Volkswagen Group en TRATON heeft een aandelenbelang van 94,36% in MAN per 30 juni 2020.
Het MAN-concern bestaat uit twee productgroepen: MAN Trucks & Bus  en MAN Latin America. Het laatste onderdeel is het kleinst, met een omzet van 1,7 miljard euro in 2019. Verder vallen hieronder het 17% aandelenbelang in Scania en sinds 2009 een belang van 25% plus één aandeel in de Chinese fabrikant Sinotruk.
De productie van vrachtwagens en bussen is de belangrijkste activiteit, in 2019 werden er 142.775 voertuigen verkocht. Ongeveer driekwart van de omzet werd in dat jaar behaald in Europa en 13% in Latijns-Amerika. Duitsland is veruit de belangrijkste afzetmarkt met een omzetaandeel van 25%.

### Producten

#### Tractoren

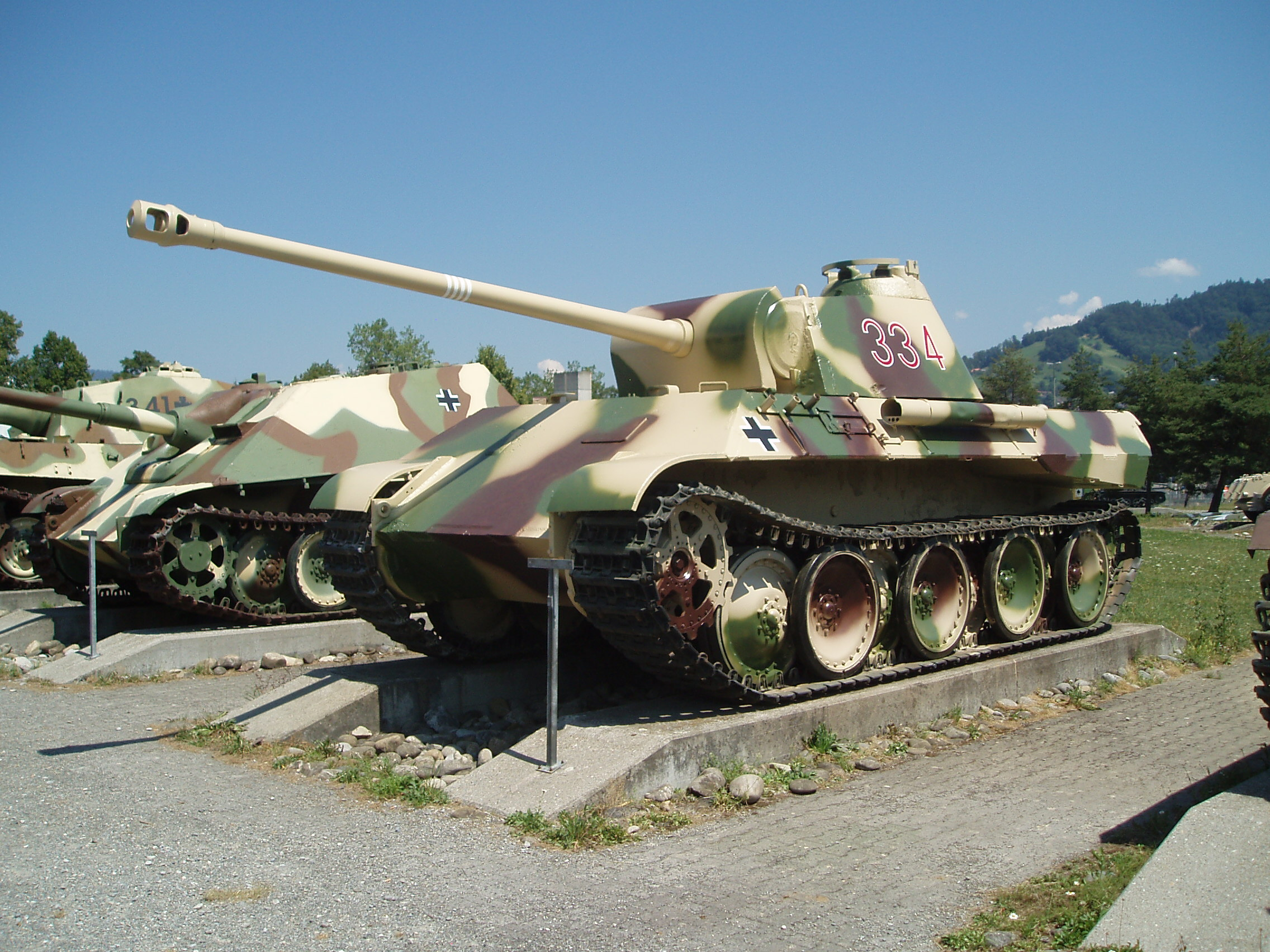
De zeer bekende Panther tank werd ook door MAN ontworpen

MAN heeft tussen 1923 en 1963 tractoren gemaakt. De totale productie in die periode is geraamd op 40.000 stuks. Alle tractoren werden geleverd in een groene kleur.

#### Vrachtauto's
MAN behoort tot de pioniers van de vrachtauto's. Het was het eerste merk dat dieselmotoren standaard toepaste en ook de eerste met direct ingespoten diesels. De fabriek MAN en Rudolf Diesel werkten nauw samen aan de verfijning van de diesel.
Ook cabines werden steeds vernieuwd. Volgens de fabrikant is bijvoorbeeld de MAN Commander 'ontworpen rondom de chauffeur'. Dit uitgangspunt had ertoe bijgedragen dat de cabineruimte belangrijk ruimer was dan die van zijn voorganger: uitwendig 244 cm breed en 216 cm lang. De inwendige hoogte bedroeg 166 cm. Zowel de chauffeurs- als de bijrijdersstoel was luchtgeveerd. MAN kende voor de 'Commander' de volgende hoofdspecificaties: een 19-tons bakwagen- of trekkerchassis met wielbases van respectievelijk 480 en 550 cm. en 320, 350 en 380 cm, voor een maximum treingewicht van 50 ton GTW. Er waren twee motoren: de 265 kW (360 pk) en de 243 kW (330 pk).

##### Typen
- MAN TGX
- MAN TGM
- MAN TGL
- MAN TGS
- MAN TGE
- MAN 630

#### Bussen
Onder andere de volgende busmodellen van MAN worden in Nederland ingezet:
- MAN Scout (model van VDL Berkhof (Berkhof Junior) op basis van MAN A66 chassis)
- MAN Caetano
- MAN Lion's City
- MAN Lion's Regio

### Bedrijfsonderdelen
- Takraf (Bouwer van de graafwielbagger)
- Alstom
- Neoplan Bus GmbH
- MANAŞ
- Büssing

### Verkoopcijfers
In de grafiek staan de verkoopcijfers van MAN in aantallen voertuigen vanaf 2012.
De daling in 2022 is vooral een gevolg van een andere bedrijfsindeling, in dat jaar werd Volkswagen Truck & Bus een aparte identiteit. Een deel van de verkopen van MAN zijn hiernaartoe verhuisd. Bij het jaar 2021 staat het aantal afgeleverde voertuigen volgens de oude indeling en tussen haakjes het aantal met de nieuwe indeling. 

## Logo
De MAN-leeuw op bussen is eigenlijk een gestileerde Brunswijker Leeuw, die gebruikt werd door het overgenomen vrachtwagenmerk Büssing. Dat is het eerste grote holgegoten beeld na de bronzen beelden uit de oudheid, en tegelijkertijd het oudste bewaard gebleven plastiek van boven de Alpen. Het is 1,78m hoog en 2,79m lang. Het brons, dat een maximale dikte van 12mm heeft, weegt bij elkaar 880 kg. Oorspronkelijk was het dier ook nog verguld.
Tijdens de Tweede Wereldoorlog heeft Kurt Seeleke, de oppermonumentenwacht van Brandenburg die duizenden kunstwerken uit handen van de nazi's hield door ze te verstoppen (zowel uit musea als uit privébezit en zowel gewilde als 'entartete' kunst), de leeuw 's nachts een keer vervangen door een kopie en het origineel verborgen in een verlaten mijnschacht bij Goslar, samen met het grafmonument voor Hendrik met zijn vrouw Mathilde van Engeland, en het Imervardkruis (de belangrijkste romaanse sculptuur in Duitsland).
De leeuw werd volgens de Brunswijker Rijmkroniek in opdracht van de Welfenhertog Hendrik de Leeuw vervaardigd in 1166: „Ok heit he van metall, eynen lauwen gheten van richer kost, den he leit setten up eynen post, van steine wol gehowen, also men noch mag schowen, in der borch to Brunschwich, dat dede der Forste Henrich, tausend jar han ek gehort und hundert sechsundsechzig van Christi Gebort, nach sines nahmen schine und art.“
De leeuw was al snel bekend en werd reeds in de twaalfde eeuw op munten afgebeeld. In 1231 werd hij gebruikt voor het eerste zegel van de stad Brunswijk en rond 1300 was hij zo beroemd dat Brunswijk op de Ebstorfer wereldkaart met het beeld en de aanduiding Leo is afgebeeld. Langzamerhand verschenen in allerlei steden kopieën: in Goslar, Lübeck, Weingarten, Schwerin, Ratzeburg en Blankenburg bijvoorbeeld. Ook in het Victoria and Albert Museum staat een kopie, net als sinds 1900 bij Harvard University in de VS.
Drie jaar later gebruikte de Brunswijker vrachtwagenfabriek Büssing de leeuw als firmalogo. Büssing werd overgenomen door MAN en zo is de leeuw ook nu nog terug te vinden op vrachtwagens en bussen.

## Naslagwerk
- (de)  Die MAN, Eine deutsche Industriegeschichte, auteurs: Johannes Bähr, Ralf Banken en Thomas Fleming. Uitgeverij: C.H. Beck, München, 2009, ISBN 978 3 406 57762 8

Personenauto's

 Volkswagen ·  Audi ·  Porsche ·  SEAT ·  Cupra ·  Škoda ·  Bentley ·  Lamborghini

Bedrijfsvoertuigen, bussen en vrachtwagens
 Volkswagen ·  Scania ·  MAN SE ·  Navistar
- Gemeinsame Normdatei: 16061747-9
- International Standard Name Identifier: 0000 0001 0790 8060
- Library of Congress Control Number: n83010180
- Nationale Bibliotheek van Tsjechië: osa2014804264
- Nationale Bibliotheek van Israël: 987007265170905171
- Système universitaire de documentation: 029144116
- Virtual International Authority File: 146059906